# Бутенафин
Бутенафин (Mentax®, Lotrimin Ultra®) је антимикотик из групе алиламина. То је антифунгално средство новијег датума, доступно само за топикалну примену, које показује значајно боље дејство и шири спектар од структурно сличних антимикотика: нафтифина и толнафтата. Ово је посебно изражено код микоза изазваних врстом Candida albicans, на коју други алиламини не делује уопште.
Механизам деловања бутенафина огледа се у инхибицији ензима сквален епоксидазе, што супримира синтезу ергостерола, важног конституента ћелијске мембране гљивица. Недостатак ергостерола у мембрани омета нормалан транспорт хранљивих материја, као и њене друге функције и пермеабилност. Бутенафин се примењује као хидрохлорид, формулисан као 1% маст за употребу код дерматомикоза.